# Barrio del Puerto
Barrio del Puerto – stacja metra w Madrycie, na linii 7. Znajduje się w dzielnicy San Blas-Canillejas, w Madrycie i zlokalizowana jest pomiędzy stacjami Estadio Metropolitano i Coslada Central. Została otwarta 5 maja 2007.